# Le Coeur des hommes
Le Coeur des hommes is een Franse film van Marc Esposito die uitgebracht werd in 2003.

## Verhaal
Alex, Antoine, Jeff en Manu zijn dikke vrienden, al 25 jaar lang. Vier stevige mannen van middelbare leeftijd die zich soms nog onvolwassen gedragen. Ze wonen alle vier in Parijs en ze hebben een goede job: Jeff en Alex geven een goedlopend sporttijdschrift uit, Antoine is een leraar lichamelijke opvoeding in een prestigieuze middelbare school en Manu baat een goeddraaiende delicatessenzaak uit. Ze ontmoeten elkaar regelmatig om te praten, te ruziën en te lachen.  
Als de lente aanbreekt bevinden ze zich plotseling op een keerpunt. Enkele ingrijpende gebeurtenissen komen hun routineuze levens verstoren: de vader van Manu overlijdt, Antoine verneemt dat zijn vrouw hem bedrogen heeft en de dochter van Jeff heeft trouwplannen. Dit alles raakt hen zodanig dat ze elkaar en zichzelf in vraag beginnen te stellen, wat hen uiteindelijk nog dichter bij elkaar zal brengen. 

## Rolverdeling
| Acteur                 | Personage                       |
| ---------------------- | ------------------------------- |
| Bernard Campan         | Antoine                         |
| Gérard Darmon          | Jeff                            |
| Jean-Pierre Darroussin | Manu                            |
| Marc Lavoine           | Alex                            |
| Fabienne Babe          | Lili, de vrouw van Antoine      |
| Zoé Félix              | Elsa, de vrouw van Jeff         |
| Florence Thomassin     | Juliette                        |
| Catherine Wilkening    | Nanou, de vrouw van Alex        |
| Ludmila Mikaël         | Françoise, de ex-vrouw van Jeff |
| Anna Gaylor            | Marie, de moeder van Manu       |